# Hangács
Hangács es un pueblo ubicado en el distrito de Edelény, condado de Borsod-Abaúj-Zemplén, Hungría.

## Superficie
Posee una superficie de 22,53 kilómetros cuadrados.

## Demografía
Hasta 2022 la población era de 546 habitantes, con una densidad de población de 24,23 habitantes por kilómetro cuadrado.